# Moldavië op de Olympische Zomerspelen 2020
Moldavië nam deel aan de Olympische Zomerspelen 2020 in Tokio, Japan.

## Medailleoverzicht
| Medaille | Naam               | Sport     | Onderdeel     | Datum      |
| -------- | ------------------ | --------- | ------------- | ---------- |
| Brons    | Serghei Tarnovschi | Kanovaren | C-1 1000m (m) | 7 augustus |

## Atleten
Hieronder volgt een overzicht van de atleten die deelnamen aan de Olympische Zomerspelen 2020.
| sport         | mannen | vrouwen | totaal |
| ------------- | ------ | ------- | ------ |
| Atletiek      | 2      | 4       | 6      |
| Boogschieten  | 1      | 1       | 2      |
| Gewichtheffen | 1      | 1       | 2      |
| Judo          | 2      | 0       | 2      |
| Kanovaren     | 1      | 2       | 3      |
| Schietsport   | 0      | 1       | 1      |
| Worstelen     | 1      | 1       | 2      |
| Zwemmen       | 1      | 1       | 2      |
| totaal        | 9      | 11      | 20     |

## Sporten

### Atletiek
Mannen
Technische nummers
| atleet           | onderdeel      | kwalificaties | kwalificaties | finale  | finale |
| atleet           | onderdeel      | afstand       | rang          | afstand | rang   |
| ---------------- | -------------- | ------------- | ------------- | ------- | ------ |
| Serghei Marghiev | kogelslingeren | 75,94         | 10 q          | 75,24   | 12     |
| Andrian Mardare  | speerwerpen    | 82,70         | 10 q          | 83,30   | 7      |

Vrouwen
Loopnummers
| atlete           | onderdeel | series | series | kwartfinale | kwartfinale | halve finale | halve finale | finale  | finale |
| atlete           | onderdeel | tijd   | rang   | tijd        | rang        | tijd         | rang         | tijd    | rang   |
| ---------------- | --------- | ------ | ------ | ----------- | ----------- | ------------ | ------------ | ------- | ------ |
| Lilia Fisicovici | marathon  | n.v.t. | n.v.t. | n.v.t.      | n.v.t.      | n.v.t.       | n.v.t.       | 2:39.59 | 54     |

Technische nummers
| atlete              | onderdeel      | kwalificaties | kwalificaties | finale         | finale         |
| atlete              | onderdeel      | afstand       | rang          | afstand        | rang           |
| ------------------- | -------------- | ------------- | ------------- | -------------- | -------------- |
| Alexandra Emilianov | discuswerpen   | 54,57         | 30            | niet geplaatst | niet geplaatst |
| Zalina Petrivskaya  | kogelslingeren | 69,29         | 11            | niet geplaatst | niet geplaatst |
| Dimitriana Surdu    | kogelstoten    | 16,55         | 28            | niet geplaatst | niet geplaatst |

### Boogschieten
Mannen
| atleet    | onderdeel   | plaatsingsronde | plaatsingsronde | eerste ronde         | tweede ronde         | derde ronde          | kwartfinale          | halve finale         | finale / BM          | finale / BM |
| atleet    | onderdeel   | score           | rang            | tegenstander uitslag | tegenstander uitslag | tegenstander uitslag | tegenstander uitslag | tegenstander uitslag | tegenstander uitslag | rang        |
| --------- | ----------- | --------------- | --------------- | -------------------- | -------------------- | -------------------- | -------------------- | -------------------- | -------------------- | ----------- |
| Dan Olaru | individueel | 648             | 49              | C Duenas V 0 – 6     | niet geplaatst       | niet geplaatst       | niet geplaatst       | niet geplaatst       | niet geplaatst       | 33          |

Vrouwen
| atleet          | onderdeel   | plaatsingsronde | plaatsingsronde | eerste ronde         | tweede ronde         | derde ronde          | kwartfinale          | halve finale         | finale / BM          | finale / BM |
| atleet          | onderdeel   | score           | rang            | tegenstander uitslag | tegenstander uitslag | tegenstander uitslag | tegenstander uitslag | tegenstander uitslag | tegenstander uitslag | rang        |
| --------------- | ----------- | --------------- | --------------- | -------------------- | -------------------- | -------------------- | -------------------- | -------------------- | -------------------- | ----------- |
| Alexandra Mîrca | individueel | 627             | 51              | Yang X V 0 – 6       | niet geplaatst       | niet geplaatst       | niet geplaatst       | niet geplaatst       | niet geplaatst       | 33          |

Gemengd
| atlete                    | onderdeel | plaatsingsronde | plaatsingsronde | eerste ronde         | kwartfinale          | halve finale         | finale / BM          | finale / BM    |
| atlete                    | onderdeel | score           | rang            | tegenstander uitslag | tegenstander uitslag | tegenstander uitslag | tegenstander uitslag | rang           |
| ------------------------- | --------- | --------------- | --------------- | -------------------- | -------------------- | -------------------- | -------------------- | -------------- |
| Dan Olaru Alexandra Mîrca | team      | 1275            | 22              | niet geplaatst       | niet geplaatst       | niet geplaatst       | niet geplaatst       | niet geplaatst |

### Gewichtheffen
Mannen
| atlete     | onderdeel | trekken | trekken | stoten | stoten | totaal | rang |
| atlete     | onderdeel | score   | rang    | score  | rang   | totaal | rang |
| ---------- | --------- | ------- | ------- | ------ | ------ | ------ | ---- |
| Marin Robu | -73 kg    | 155     | 3       | 175    | 10     | 330    | 8    |

Vrouwen
| atlete       | onderdeel | trekken | trekken | stoten | stoten | totaal | rang |
| atlete       | onderdeel | score   | rang    | score  | rang   | totaal | rang |
| ------------ | --------- | ------- | ------- | ------ | ------ | ------ | ---- |
| Elena Cîlcic | -87 kg    | 105     | 8       | 135    | 7      | 240    | 8    |

### Judo
Mannen
| atleet        | onderdeel | eerste ronde         | tweede ronde         | derde ronde          | kwartfinale          | halve finale         | herkansing           | finale / BM          | finale / BM    |
| atleet        | onderdeel | tegenstander uitslag | tegenstander uitslag | tegenstander uitslag | tegenstander uitslag | tegenstander uitslag | tegenstander uitslag | tegenstander uitslag | rang           |
| ------------- | --------- | -------------------- | -------------------- | -------------------- | -------------------- | -------------------- | -------------------- | -------------------- | -------------- |
| Denis Vieru   | −66 kg    | n.v.t.               | Nurillaev W 102-002  | Cargnin V 001–011    | niet geplaatst       | niet geplaatst       | niet geplaatst       | niet geplaatst       | niet geplaatst |
| Victor Sterpu | −73 kg    | bye                  | Estrade W 100-001    | Butbull V 000-100    | niet geplaatst       | niet geplaatst       | niet geplaatst       | niet geplaatst       | niet geplaatst |

### Kanovaren

#### Sprint
Mannen
| atleet             | onderdeel  | series   | series | kwartfinale | kwartfinale | halve finale | halve finale | finale   | finale |
| atleet             | onderdeel  | tijd     | rang   | tijd        | rang        | tijd         | rang         | tijd     | rang   |
| ------------------ | ---------- | -------- | ------ | ----------- | ----------- | ------------ | ------------ | -------- | ------ |
| Serghei Tarnovschi | C-1 1000 m | 4.02,794 | 1 HF   | bye         | bye         | 4.06,635     | 2 FA         | 4.06,069 | Brons  |

Vrouwen
| atlete                      | onderdeel | series   | series | kwartfinale | kwartfinale | halve finale   | halve finale   | finale         | finale         |
| atlete                      | onderdeel | tijd     | rang   | tijd        | rang        | tijd           | rang           | tijd           | rang           |
| --------------------------- | --------- | -------- | ------ | ----------- | ----------- | -------------- | -------------- | -------------- | -------------- |
| Daniela Cociu               | C-1 200 m | 48,338   | 3 KF   | 48,594      | 6           | niet geplaatst | niet geplaatst | niet geplaatst | niet geplaatst |
| Maria Olărașu               | C-1 200 m | 50,607   | 7 KF   | 49,002      | 7           | niet geplaatst | niet geplaatst | niet geplaatst | niet geplaatst |
| Daniela Cociu Maria Olărașu | C-2 500 m | 2.06,070 | 4 KF   | 2.03,434    | 2 HF        | 2.05,910       | 4 FA           | 2.01,750       | 7              |

### Schietsport
Vrouwen
| atlete     | onderdeel         | kwalificaties | kwalificaties | finale         | finale         |
| atlete     | onderdeel         | punten        | rang          | punten         | rang           |
| ---------- | ----------------- | ------------- | ------------- | -------------- | -------------- |
| Anna Dulce | 10 m luchtpistool | 557           | 48            | niet geplaatst | niet geplaatst |

### Worstelen

#### Grieks-Romeins
Mannen
| atleet         | onderdeel | eerste ronde         | kwartfinale           | halve finale         | herkansing           | finale / BM          | finale / BM |
| atleet         | onderdeel | tegenstander uitslag | tegenstander uitslag  | tegenstander uitslag | tegenstander uitslag | tegenstander uitslag | rang        |
| -------------- | --------- | -------------------- | --------------------- | -------------------- | -------------------- | -------------------- | ----------- |
| Victor Ciobanu | −60 kg    | Kamal W 4 - 0        | Sharshenbekov W 4 - 0 | Orta V 0 - 4         | bye                  | Emelin V 1 - 4       | 5           |

#### Vrije stijl
Vrouwen
| atlete            | onderdeel | eerste ronde         | kwartfinale          | halve finale         | herkansing           | finale / BM          | finale / BM |
| atlete            | onderdeel | tegenstander uitslag | tegenstander uitslag | tegenstander uitslag | tegenstander uitslag | tegenstander uitslag | rang        |
| ----------------- | --------- | -------------------- | -------------------- | -------------------- | -------------------- | -------------------- | ----------- |
| Anastasia Nichita | −57 kg    | Adekuorye W 5 - 0    | Nikolova V 1 - 3     | niet geplaatst       | niet geplaatst       | niet geplaatst       | 7           |

### Zwemmen
Mannen
| atlete        | onderdeel         | series  | series | halve finale   | halve finale   | finale         | finale         |
| atlete        | onderdeel         | tijd    | rang   | tijd           | rang           | tijd           | rang           |
| ------------- | ----------------- | ------- | ------ | -------------- | -------------- | -------------- | -------------- |
| Alexei Sancov | 200 m vrije slag  | 1.47,46 | 26     | niet geplaatst | niet geplaatst | niet geplaatst | niet geplaatst |
| Alexei Sancov | 200 m vlinderslag | 1.57,55 | 26     | niet geplaatst | niet geplaatst | niet geplaatst | niet geplaatst |

Vrouwen
| atlete           | onderdeel     | series  | series | halve finale   | halve finale   | finale         | finale         |
| atlete           | onderdeel     | tijd    | rang   | tijd           | rang           | tijd           | rang           |
| ---------------- | ------------- | ------- | ------ | -------------- | -------------- | -------------- | -------------- |
| Tatiana Salcuțan | 100 m rugslag | 1.01,59 | 28     | niet geplaatst | niet geplaatst | niet geplaatst | niet geplaatst |
| Tatiana Salcuțan | 200 m rugslag | 2.09,98 | 11 Q   | 2.10,09        | 11             | niet geplaatst | niet geplaatst |